# Avicularia purpurea
Avicularia purpurea ist eine kletternde Vogelspinnenart, die in Ecuador verbreitet ist. Sie wurde von Peter Kirk im Mai 1990 beschrieben. Der Holotyp ist ein Weibchen, das in der Gegend um die Stadt Tena entdeckt und vom Schweizer Freund Heinz Hirschi im November 1989 an Kirk lebend geschickt wurde. Es verstarb allerdings kurz nach der Ankunft. Avicularia purpurea werden manchmal als Terrarientiere gehalten, und die Zucht ist bereits mehrfach nachgewiesen worden.

## Merkmale
Die Tiere erreichen eine maximale Körperlänge von fünf Zentimeter und gehören somit zu den kleineren Vertretern der Gattung Avicularia. Die Tiere haben eine schwarze Grundfärbung und wirken bei geringem Licht kohlrabenschwarz. Bei Tageslicht offenbart sich allerdings einen purpur-blauen Glanz auf der Oberfläche von Carapax, den Beinen, den Tastern und auf den Beißklauen. Die längeren Borsten auf den Beinen und Tasten sind dunkel rot-braun gefärbt. Die Haarbüschel auf der Oberseite der Tarsen und Metatarsen sind dunkelbraun bis schwarz gefärbt. Die Spitzen der Tarsen sind wie bei vielen Avicularia-Arten rosa-cremefarben gefärbt, wobei dies bei dieser Art weniger offensichtlich ist als bei verwandten Arten wie beispielsweise bei Avicularia metallica. Das Opisthosoma hat eine samtschwarze Färbung und weist eine ähnlich gefärbte längere Behaarung auf, wie sie auf der Oberseite von Beinen und Taster zu finden ist. Die Unterseite der Beine und Taster ist ebenfalls schwarz, und sie hat ebenfalls einen purpur-blauen Glanz, wobei dieser weniger stark ausgeprägt ist als auf der Oberfläche. Das Sternum und die Unterseite des Opisthosoma ist samtschwarz gefärbt. Die Haarbüschel beim Labium haben wie bei den meisten Vogelspinnenarten eine leuchtend orange-rote Farbe. Die Nymphen sind in den ersten Stadien dagegen schwarz-weiß gefärbt.
Beim Holotyp ist der Cephalothorax 1,7 Millimeter lang und 1,5 Millimeter lang. Das vierte Laufbeinpaar ist mit 4,7 Millimeter das längste, danach folgt das erste mit 4,4 Millimeter. Das zweite ist 4,0 und das dritte 3,8 Millimeter lang. Die Beißklauen haben eine Länge von 0,7 Millimeter.

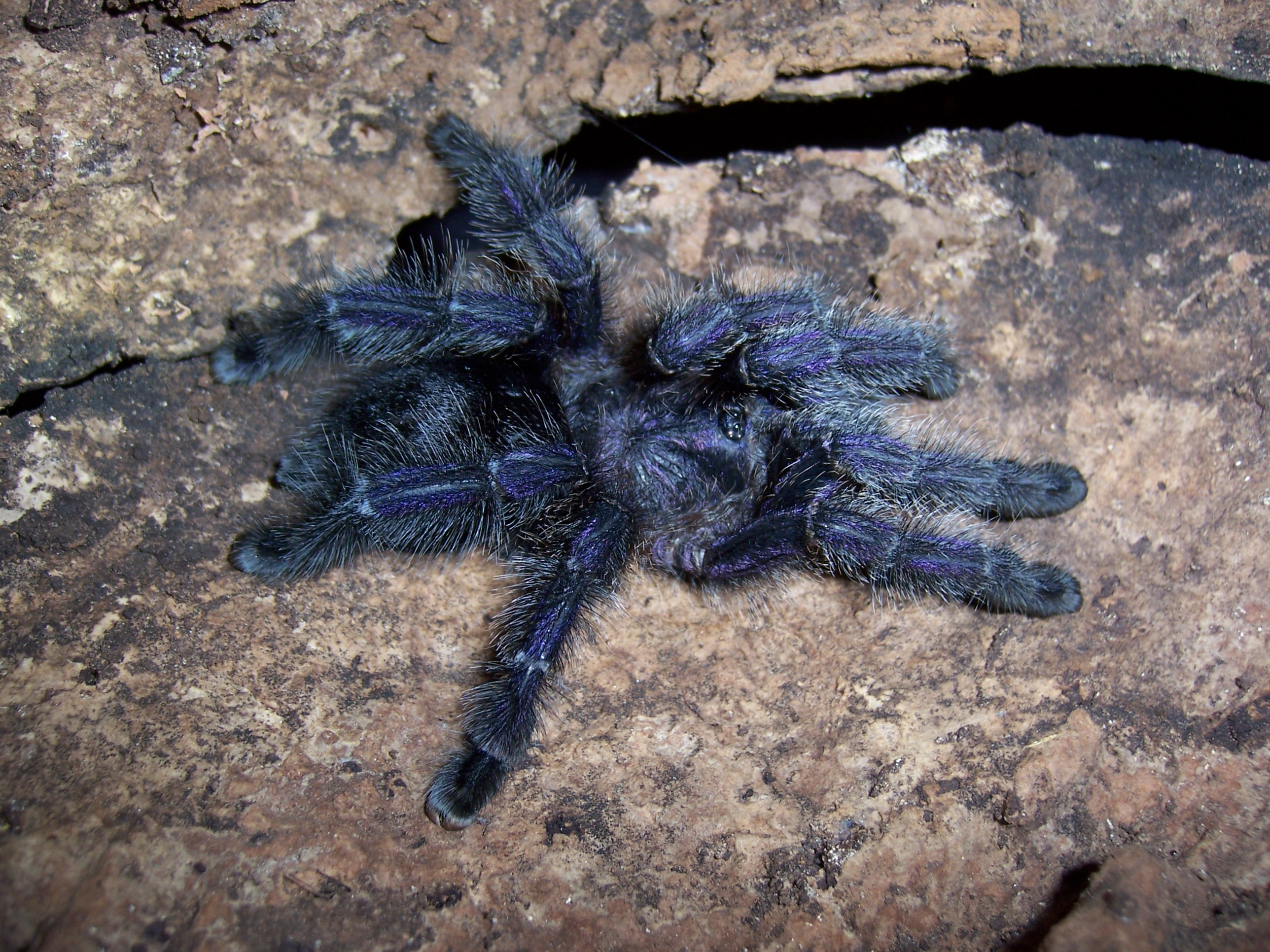
Weibchen
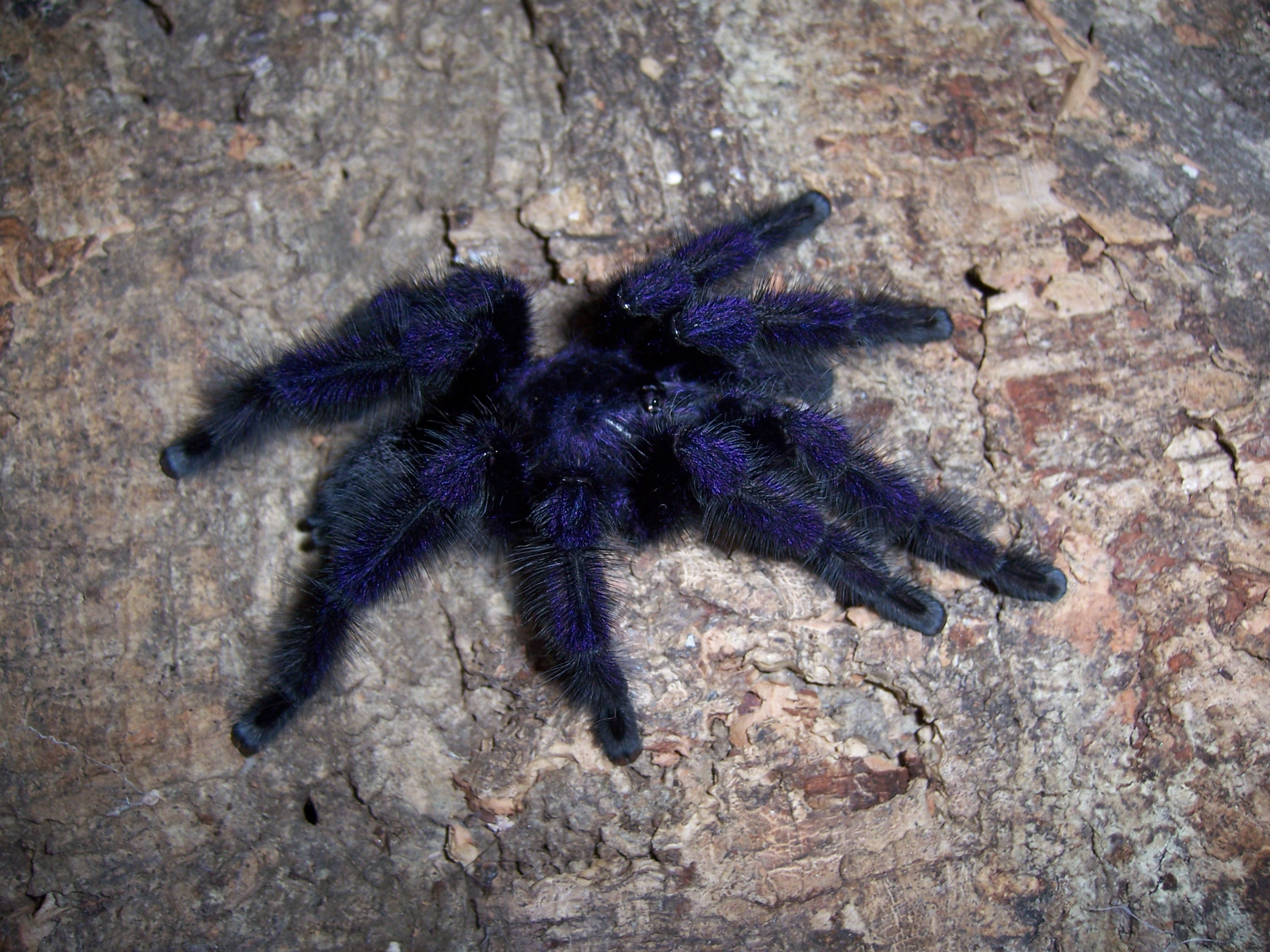
Männchen

## Habitat
Avicularia purpurea ist möglicherweise in Ecuador im Amazonasgebiet weit verbreitet. Sie scheint ein Kulturfolger zu sein, der sich sehr häufig auf kultiviertem Land niederlässt, wie beispielsweise in den vereinzelten Bäumen auf Rinderweiden. Man findet sie in sehr verschiedenartigen Lebensräumen. Sie ist eine kletternde Art, die ihre Nester vorwiegend in den Bäumen baut. Sie spinnt dazu entweder Astlöcher aus oder legt ihr Nest in Rindenfurchen an. Einige Spinnen bauen ihre Nester auch in der Nähe von epiphytischen Pflanzen. A. purpurea wurde auch in Löchern von Hauswänden oder in den Zwischenräumen unterhalb der Dächer entdeckt. Diese Öffnungen werden dann auf die gleiche Weise ausgesponnen wie Astlöcher.

## Verhalten
Als Verteidigungsmaßnahme besitzen die Tiere einen mit Brennhaaren bedeckten Hinterleib. Außerdem werden Störenfriede mit Exkrementen, die in flüssiger, kristalliner Form ausgeschieden werden, bespritzt. Ein Biss erfolgt nur selten und nur, wenn sie sich äußerst bedroht fühlt.
Bei der Paarung in der Gefangenschaft wurden unterschiedliche Beobachtungen gemacht. Einige Autoren berichten, dass die Paarung unproblematisch vonstattengeht und das Männchen deshalb auch einige Zeit gefahrlos beim Weibchen verbleiben kann. Andere dagegen berichten, dass sich die Weibchen sehr aggressiv gegenüber den Männchen verhalten, das Männchen deshalb häufig nur einen Bulbus entleert und dann versucht, sich möglichst schnell von der Partnerin zu entfernen. Das Weibchen legt die Eier in einen Kokon. Aus diesem schlüpfen sieben Wochen später zwischen 50 und 120 Jungtiere.  

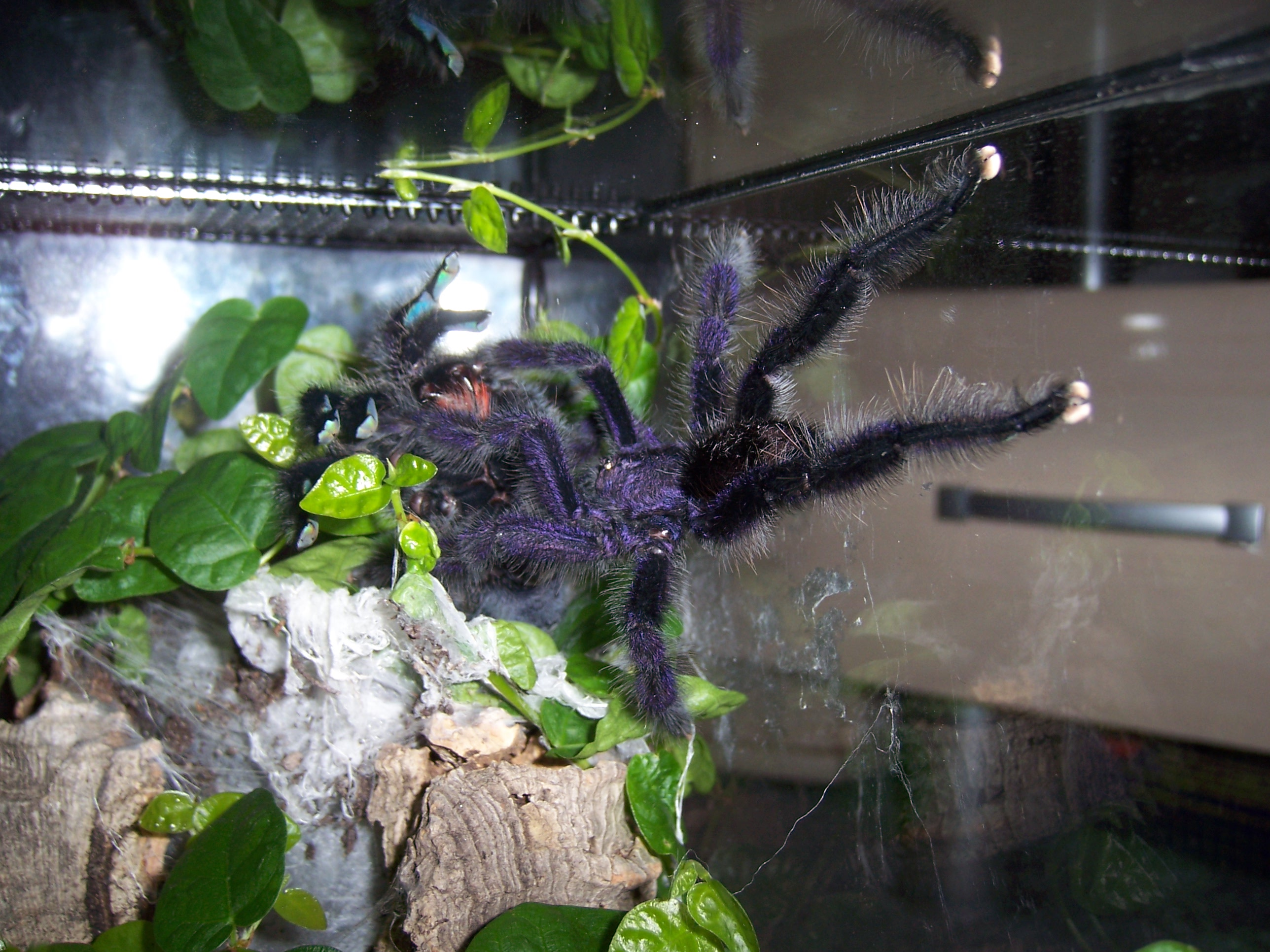
Paarung
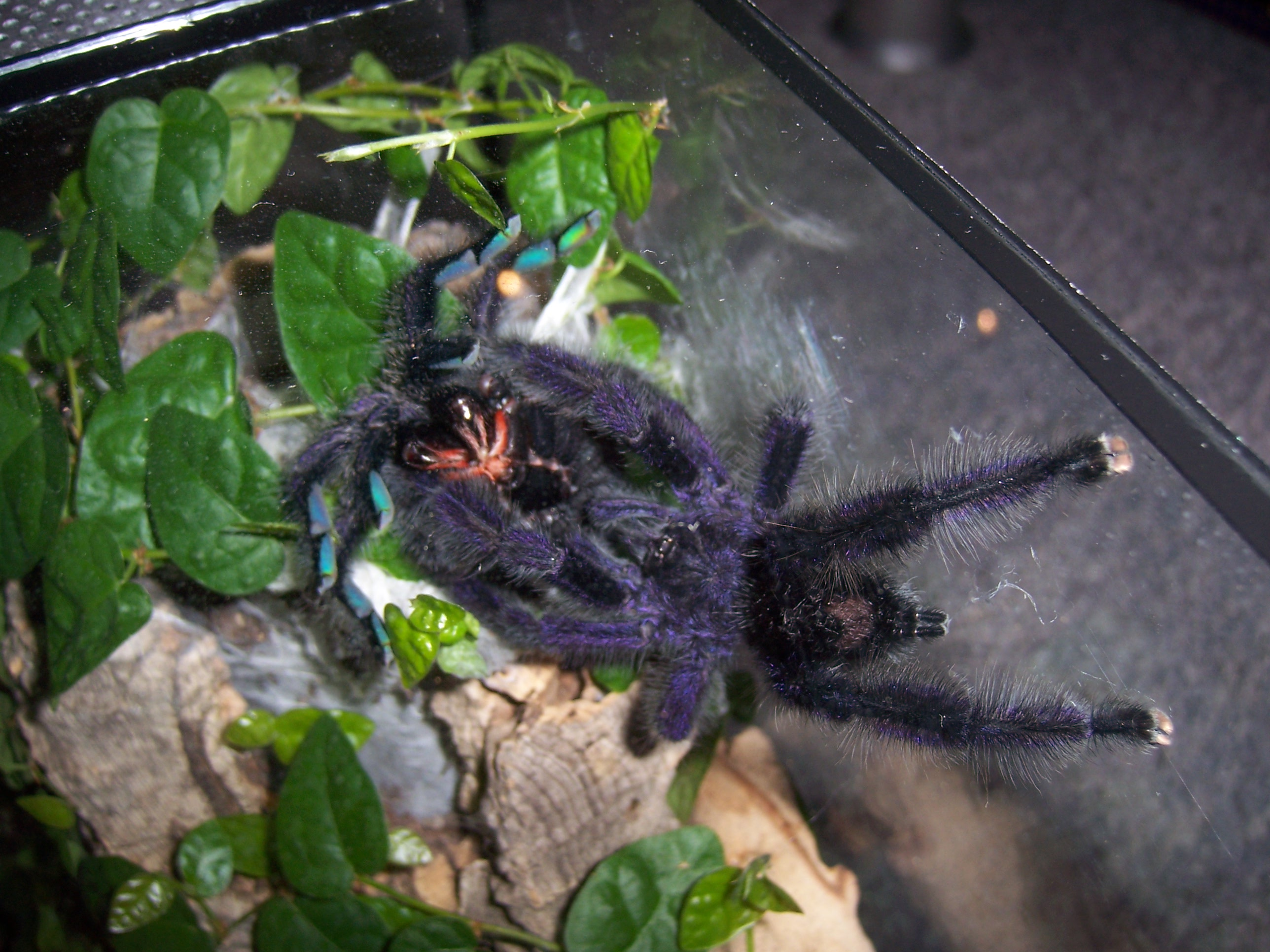
Paarung